# You’ll Never Be Alone
A You’ll Never Be Alone Anastacia amerikai énekesnő dala második, Freak of Nature című stúdióalbumáról, melynek ötödik kislemezeként jelent meg 2002 szeptemberében (negyedik, ha nem számoljuk a Boomot, ami csak az album Collector’s Edition kiadásának egyes változatain szerepelt). Bár az Egyesült Államokban nem jelent meg, felkerült az egyik Billboard-slágerlista, a Adult Contemporary lista 28. helyére.

## Videóklip
A dal videóklipjét Mike Lipscombe rendezte, aki az előző klipet, a Why’d You Lie to Me-t is. A klipet Los Angelesben forgatták. A klipben Anastacia autóbalesetet szenved, miközben hazafelé tart barátjától. Ezután a lelke kiszáll a testéből, hogy értesítse barátját a balesetről. A férfi kutyája érzi a lélek közelségét, és felébreszti gazdáját. A lélek elvezeti őket a balesethez, majd visszaszáll a testbe, és a férfi kórházba tudja vinni az énekesnőt.
A klip szerepel a The Video Collection című DVD-n (2002).

## Számlista
CD maxi kislemez (Egyesült Királyság)
1. You’ll Never Be Alone (Album Version) – 4:21
2. You Shook Me All Night Long (Live from VH1 Divas with Celine Dion) – 3:51
3. Lord Is Blessing Me (Anastacia Live on Stage at 6 Years Old) – 1:55
4. You’ll Never Be Alone (videóklip)

CD kislemez (Európa)
1. You’ll Never Be Alone (Album Version) – 4:21
2. You Shook Me All Night Long (Live from VH1 Divas with Celine Dion) – 3:51

CD maxi kislemez (Európa)
1. You’ll Never Be Alone (Album Version) – 4:21
2. You Shook Me All Night Long (Live from VH1 Divas with Celine Dion) – 3:51
3. Lord Is Blessing Me (Live on Stage at 6 Years Old) – 1:55
4. Late Last Night (Album Version) – 4:26
5. You’ll Never Be Alone (videóklip)

Promóciós CD kislemez (USA, Európa)
1. You’ll Never Be Alone (Radio Edit) – 3:53
2. You’ll Never Be Alone (Album Version) – 4:41

## Helyezések
| Slágerlista (2002/2003)          | Legmagasabb helyezés |
| -------------------------------- | -------------------- |
| Belga kislemezlista (Flandria)   | 44                   |
| Belga kislemezlista (Vallónia)   | 9                    |
| Brit kislemezlista               | 31                   |
| Holland Top 100                  | 54                   |
| Német kislemezlista              | 56                   |
| Olasz kislemezlista              | 28                   |
| Osztrák kislemezlista            | 42                   |
| Svájci kislemezlista             | 36                   |
| Svéd kislemezlista               | 34                   |
| USA Billboard Adult Contemporary | 28                   |